# Síndrome de Sézary
Síndrome de Sézary é um tipo de linfoma cutâneo descrito pela primeira vez por Albert Sézary. Às vezes é considerada como um estágio avançado da micose fungóide. Atualmente não existem causas conhecidas da doença.
Síndrome de Sézary é a leucemização da micose fungóide(linfoma T cutâneo primário), com os linfócitos no sangue apresentando aspecto de cérebro.